# 王丽 (1972年)
王丽（1972年10月—），辽宁辽阳人，汉族，无党派人士。中华人民共和国政治人物、第十三届全国人民代表大会辽宁省代表。

## 生平
2018年，王丽被选为辽宁省出席第十三届全国人民代表大会代表。